# Arsenio González Álvarez
Arsenio González Álvarez (Perchera, Gijón; 28 de janeiro de 1931 - Gijón; 18 de outubro de 2017) foi um actor de teatro e dramaturgo asturiano.
Começou como actor na Sala Buenos Aires em 1951 com o grupo de teatro Hogar de Pumarín e ao longo da sua carreira esteve presente em várias companhias. Foi um dos mais aclamados e queridos actores asturianos do final do século XX e início do século XXI, pela sua boa interpretação dos papeis que lhe eram atribuídos.
Morreu vítima de leucemia no da 18 de Outubro de 2017, aos 86 anos.

## FilmografIa
- Xicu'l toperu
- La neña los mios güeyos
- 7337
- Puntu
- Carne de Gallina